# Rana amurensis
Rana amurensis és una espècie de granota que viu a la major part de Sibèria, nord-est de la Xina i de Mongòlia, Corea i Sakhalín.
Està amenaçada d'extinció per la pèrdua del seu hàbitat natural.